# Courtois-sur-Yonne
Courtois-sur-Yonne är en kommun i departementet Yonne i regionen Bourgogne-Franche-Comté i norra Frankrike. Kommunen ligger i kantonen Sens-Ouest som tillhör arrondissementet Sens. År 2022 hade Courtois-sur-Yonne 783 invånare.

## Befolkningsutveckling
Antalet invånare i kommunen Courtois-sur-Yonne
| Referens: INSEE |